# 核苷
核苷（英語：nucleoside）是由鹼基和戊糖（環狀核糖或去氧核糖）连接而成的化合物，属一類醣苷胺（glycosylamine）分子。
依戊糖的結構不同，分為兩大類：核糖核苷及脱氧核糖核苷。核糖核苷的例子有：腺苷、鳥苷、尿苷、胞苷；而胸苷並不常見。這些核苷加上一個磷酸基团就是核苷酸，為DNA與RNA的組成單位。
核糖核苷的核糖上有三个自由的羟基；而脱氧核糖核苷的脱氧核糖上只有两个自由的羟基。因此，核糖核苷的2'、3'和5'端均可加上磷酸基团形成核苷酸，而脱氧核糖核苷只有3'和5'端可以。

## 结构
| 核碱基   | 核糖核苷 | 去氧核糖核苷 |
| -------- | -------- | ------------ |
| 腺嘌呤   | 腺苷 A   | 去氧腺苷 dA  |
| 鳥嘌呤   | 鳥苷 G   | 去氧鳥苷 dG  |
| 胸腺嘧啶 | 胸苷 T   | 去氧胸苷 dT  |
| 尿嘧啶   | 尿苷 U   | 去氧尿苷 dU  |
| 胞嘧啶   | 胞苷 C   | 去氧胞苷 dC  |

核苷酸的結構：